# Jasper Point
Der Jasper Point (englisch für Jaspisspitze, gleichbedeutend mit chinesisch 碧玉 Biyu Jiao) ist eine Landspitze von King George Island im Archipel der Südlichen Shetlandinseln. Sie liegt auf der Südostseite der Fildes-Halbinsel und markiert nordöstlich die Einfahrt zur Norma Cove.
Der British Antarctic Survey nahm hier zwischen 1975 und 1976 geologische Erkundungen vor. Das UK Antarctic Place-Names Committee benannte die Landspitze 1978 nach den dabei gefundenen Adern aus rotem und grünem Jaspis in Kliffs aus schwarzem und gelbbraunem Gestein.